# 羅天寧
羅天寧（罗马拼音：？，1962年7月2日—），印尼語名：，華裔印尼前男子羽球運動員，出生於中爪哇省三寶壟。
羅天寧的黃金時期，即1980年代中後期，是中國統治國際男子羽球單打比賽的時期。 雖然羅天寧經常出現在重大國際比賽的後幾輪，但是很少贏他們。一個例外是他在1990年世界羽毛球大獎賽上的勝利，他在決賽中擊敗了馬來西亞隊的瑞許·西迪。他在1992年贏得了澳大利亞公開賽。羅天寧是1989年雅加達IBF世界錦標賽的銅牌得主。他職業生涯的亮點是他在1989年蘇迪曼盃（男女團體世界錦標賽）中的表現，當時他在決賽的最後兩場比賽中以單打和混合雙打出賽，均擊敗韓國對手而協助印尼贏得冠軍頭銜。